# Ollabelle
Az Ollabelle egy amerikai, New York-i székhelyű folkzenei együttes, amelyet az appalache-i dalszerzőről, Ola Belle Reedről neveztek el. Az együttes öt multiinstrumentalista zenészből áll, akik az Egyesült Államok, Kanada és Ausztrália különböző részeiből származnak.

## Pályafutás
Az Ollabelle a 2001. szeptember 11. utáni napokban alakult meg, a humorosan „Sunday School for Sinners”-nek nevezett vasárnap esti gospel előadásokon, amelyeket a 9C nevű kis bárban tartottak (nevét az East 9th Street és az Avenue C sarkán található helyéről kapta). Az Ollabelle zenészeinek tehetsége és zenei ízlése azonos volt; különféle műfajok, a gospel, tradicionális/folk, blues, bluegrass, rock, soul és a dzsessz is befolyásolta.
Az együttes szerepelt az National Public Radio (NPR) 2004-es „All Things Considered” című műsorában, benne Alison Krauss bluegrass zenész műsorában.
Az elmúlt néhány évben Ollabelle számos államban turnézott, Alaszkában és számos európai országban. Felléptek a 2004-es Newport Folk Festivalon, a 2007-es South by Southwest zenei eseményen, amelyet évente rendeznek meg.
Az Ollabelle a „The American Beauty Project” részeként turnézott a klasszikus „Grateful Dead American Beauty” album dalainak élő bemutatóján, amelyben Ollabelle számos dalt interpretált, köztük a gyönyörű „Brokedown Palace”-t.
Az Ollabelle 2010 júniusában a New York-i Central Park Summerstage-ben rendezett Simon & Garfunkel tribute show zenekaraként szerepelt.
Az Ollabelle tagjai folyamatosan hagyományos és eredeti anyagokat adnak hozzá élő fellépéseikhez. Első albumukat T-Bone Burnett készítette, míg második albumumot Larry Campbellel közösen készítették el. Az Ollabelle több tagjának vendége volt Chris Smither amerikai folk-blues zenész, 2009-ben pedig megjelent a „Before This Time” című album − amely élő fellépésekből készült régi és új anyagokból.
Az Ollabelle két tagja, Amy Helm és Byron Isaacs a Levon Helm Band rendszeres tagjai. Fellépnek a Levon's Midnight Ramble koncerteken. Más Ollabelle-tagok időnként csatlakoznak a Levon Helm Bandhez, Tony Leone néha beül a zenekarba, miközben Levon Helm az előtérben és mandolinozik.

## Albumok
- Ollabelle (2004)
- Riverside Battle Songs (2006)
- Before This Time (2009)
- Neon Blue Bird (2011)